# Don't Forget About Us
"Don't Forget About Us" é o quinto single (quarto na América do Norte) do décimo quinto álbum (The Emancipation of Mimi) da cantora norte-americana de pop Mariah Carey, lançado no final do ano de 2005. Apresentada apenas na edição especial para colecionadores do álbum, a canção ganhou muita atenção ao atingir o primeiro lugar na lista dos singles mais vendidos dos Estados Unidos (segundo a Revista Billboard) por duas semanas consecutivas no fim de 2005.

## Composição
"Don't Forget About Us" é uma música de tempo médio, com duração de três minutos e cinquenta e três segundos, enquanto possui influências dos gêneros pop e R&B de andamento calmo. Escrita por Carey, Jermaine Dupri, Bryan-Michael Cox e Johntá Austin, e produzida pelos três primeiros, a música rendeu comparações com "We Belong Together" de Carey. De acordo com Michael Paoletta, da Billboard, a música apresenta um ritmo, estilo lírico, instrumentação e produção semelhantes à última, e incorpora uma performance vocal remanescente de Carey. De acordo com as partituras publicadas no Musicnotes.com por Alfred Music Publishing, a música é definida em tempo comum, com um ritmo moderado de 72 batidas por minuto. A música é composta na clave de Sol menor, com alcance vocal de Carey que vai da nota baixa de D3 até a nota alta de F6. Liricamente, a música descreve a potência de um "primeiro amor" e apresenta a protagonista pedindo ao seu amante que "não se esqueça deles". Os críticos observaram que as letras da música deixaram de lado um amante, além de valorizar sua memória. Carey canta: "Você acabou de morrer / Sem despedidas", indicando um relacionamento que há muito se deteriorou e como ela o deixou se afastar, além de acrescentar: "Só existe um eu e você / E como costumávamos brilhar / Não importa o que você passa / Nós somos um, isso é um fato que você não pode negar", indicando que enquanto eles não estiverem mais juntos, ela continuará valorizando a memória deles e o quão forte era seu amor. De acordo com Carey, ela se absteve de dar muito do significado lírico da música, a fim de permitir que os fãs interpretem a música da sua maneira:

Eu tento não ser muito específica para que as pessoas possam aplicar a letra em suas próprias vidas. Quando eu crescia e ouvia rádio, ouvia uma música que me lembrava uma pessoa ou situação ou qualquer outra coisa, eu gostaria de poder conectá-la completamente a esse momento. E então, se eu ouvi alguém explicando e transformando em algo totalmente diferente, isso arruinou para mim. Então, eu meio que gosto de mantê-la aberto para a imaginação das pessoas. Evoca algo diferente, dependendo de quem o ouve e a que horas. "Don't Forget About Us" pode lhe proporcionar uma lembrança boa e feliz, ou você pode estar infeliz, chorando, ouvindo várias vezes. Em suma, acho que é bom ter músicas pelas quais você possa viver indiretamente, e é isso que muitas pessoas me disseram que esse álbum foi para elas.

## Apresentações ao vivo
Carey performou "Don't Forget About Us" em várias apresentações na televisão, bem como em todas as suas turnês após o lançamento. Em 15 de novembro de 2005, o Chicago Tribune anunciou que Carey se apresentaria durante o intervalo no jogo de Ação de Graças entre o Detroit Lions e o Atlanta Falcons. No dia 24, Carey apresentou "Shake It Off", assim como seu single recém-lançado do relançamento do álbum, "Don't Forget About Us". Em 22 de novembro de 2005, Carey abriu o 33º American Music Awards com uma apresentação de "Don't Forget About Us", realizada no Shrine Auditorium em Los Angeles. Aparecendo no palco com um "vestido de lantejoulas prateado, com cinta de espaguete, cortado na cintura", Carey completou a música antes de aceitar o primeiro prêmio da noite. Dave West, da Digital Spy, descreveu como uma "performance empolgante" e afirmou que Carey "impressionou" a platéia com sua versão ao vivo da música. Dois meses depois, ela comemorou o ano novo na televisão, colocando-a como a artista em destaque na Times Square Ball na véspera de Ano Novo em Nova York. O especial, intitulado Dick Clark's New Year's Rockin' Eve with Ryan Seacrest, foi ao ar na ABC às 22 horas do dia 31 de dezembro, e contou com Carey no palco usando um vestido curto e brilhante e apresentando uma seleção de singles do álbum.
Na The Adventures of Mimi Tour, de Carey, em 2006, a apresentação no Madison Square Garden, ela cantou "Don't Forget About Us" enquanto usava um top de biquíni brilhante e legging preta. Ela apresentou a música como um "obrigado" aos fãs por "fazer deste meu 17º single número um". Quatro anos depois, durante a turnê de Carey Angels Advocate em 2010, ela não havia tocado a música nas primeiras rodadas da turnê. No show em Phoenix, ela disse à multidão que havia esquecido a música até aquela noite: "Eu tinha esquecido essa música durante toda a turnê e não sei por quê. Engraçado, devo esquecer, considerando o título". Vestida com um "vestido curto justo com uma parte inferior em forma de tutu" durante a primeira parte da noite, Carey completou a música como a quarta no set-list.

## Desempenho nas paradas musicais e certificação
| Tabela musical (2005–06)                      | Melhor posição |
| --------------------------------------------- | -------------- |
| Alemanha (Official German Charts)             | 41             |
| Austrália (ARIA)                              | 12             |
| Áustria (Ö3 Austria Top 75)                   | 61             |
| Bélgica (Ultratip Bubbling Under de Flandres) | 1              |
| Bélgica (Ultratip Bubbling Under da Valônia)  | 2              |
| Escócia (Scottish Singles Chart)              | 20             |
| Estados Unidos (Billboard Hot 100)            | 1              |
| Estados Unidos (Billboard Dance Club Songs)   | 1              |
| Estados Unidos (Billboard R&B/Hip-Hop Songs)  | 1              |
| Estados Unidos (Billboard Mainstream Top 40)  | 3              |
| Estados Unidos (Billboard Pop 100)            | 2              |
| Estados Unidos (Billboard Rhythmic)           | 2              |
| Europa (Billboard European Hot 100 Singles)   | 38             |
| Finlândia (Suomen virallinen lista)           | 1              |
| Hungria (Single Top 40)                       | 6              |
| Irlanda (IRMA)                                | 25             |
| Itália (FIMI)                                 | 11             |
| Nova Zelândia (Recorded Music NZ)             | 12             |
| Países Baixos (Dutch Top 40)                  | 32             |
| Países Baixos (Single Top 100)                | 27             |
| Reino Unido (UK Singles Chart)                | 11             |
| Reino Unido (OCC UK R&B)                      | 2              |
| Suíça (Schweizer Hitparade)                   | 19             |

| Tabela musical (2005)                            | Melhor posição |
| ------------------------------------------------ | -------------- |
| Reino Unido (Official Charts Company)            | 241            |
| Tabela musical (2006)                            | Melhor posição |
| Austrália (ARIA)                                 | 89             |
| Estados Unidos (Billboard Hot 100)               | 50             |
| Estados Unidos (Billboard Hot Dance Club Songs)  | 3              |
| Estados Unidos (Billboard Hot R&B/Hip-Hop Songs) | 21             |
| Estados Unidos (Billboard Pop 100)               | 44             |
| Estados Unidos (Billboard Rhythmic)              | 23             |
| Países Baixos (Dutch Top 40)                     | 245            |

| Região                                         | Certificação          | Vendas |          |
| ---------------------------------------------- | --------------------- | ------ | -------- |
| scope="row" style="background-color: #f2f2f2;" | Estados Unidos (RIAA) | Ouro   | 500,000^ |
| ^distribuições baseadas apenas na certificação |                       |        |          |